# Jean-Claude Margueron
Jean-Claude Margueron, né le 25 octobre 1934 à Madrid et mort le 6 avril 2023 à Paris, est un archéologue et universitaire français, spécialisé en archéologie du Proche-Orient ancien.

## Biographie
Après sa scolarité au lycée Louis-le-Grand ainsi qu’à l’École alsacienne de Paris, Jean-Claude Margueron obtient l'agrégation d'histoire en 1961. Il est professeur d’histoire et géographie au lycée de Compiègne (1961-1964), puis durant une année, attaché de recherche au CNRS à Paris. De 1965 à 1969, il est pensionnaire scientifique de l’Institut français du Proche-Orient à Beyrouth. Puis il est recruté successivement comme assistant, maître-assistant d’archéologie et d’histoire ancienne à la faculté des sciences historiques de l'université Strasbourg II. En 1975, il devient chargé d’enseignement d’archéologie orientale, puis maître de conférences d’archéologie orientale. Il soutient en 1978 un doctorat d'État consacré aux Recherches sur les palais mésopotamiens de l'âge du bronze et, en 1979, obtient une chaire de professeur à l'université Strasbourg-III. En 1979, il est nommé directeur d'études à la 4e section de l'École pratique des hautes études. En 2005, il prend sa retraite et est nommé directeur d’études émérite à l’École pratique des hautes études.
Il est codirecteur de Akh Purattim – Les rives de l’Euphrate et de Mari, Annales de recherches interdisciplinaires de 1982 à 1997.
Il meurt le 6 avril 2023 dans le 15e arrondissement de Paris,, à l'âge de 88 ans.
Ses archives scientifiques sont déposées au Pôle archives de la Maison des Sciences de l’homme Mondes.

## Publications

### Ouvrages
- Mari, métropole de l’Euphrate au IIIe et au début du IIe millénaire av. J.-C, Picard/ERC, Paris., 2004
- Le Proche-Orient et l’Égypte antiques, en collaboration avec L. Pfirsch, Hachette, Paris (3e édition, 2004
- Les Mésopotamiens, Picard, Paris (réédition de A. Colin 1991), 2003
- L’Art de l’Antiquité, -2 L’Égypte et le Proche-Orient, en collaboration avec Annie Forgeau, Mirjo Salvini et Pierre Am, sous la direction de Bernard Holtzmann, Gallimard/RMN, Paris, 1997
- Recherches sur les palais mésopotamiens de l’âge du Bronze, BAH, Institut d’archéologie de Beyrouth, T. CVII, Geuthner, Paris, 1982
- Mésopotamie, coll. Archaeologia Mundi, Nagel, Genève/Paris/Munich 1965. Traductions anglaise et allemande, 1965
- Cités Invisibles, La naissance de l'urbanisme au Proche-Orient ancien, Geuthner, Paris, 2013.

### Articles
- « Notes d’archéologie et d’architecture orientales », Syria.
- « Sanctuaires sémitiques », col. 1104-1258 in J. Briend/E. Cothenet (dir.), Supplément au Dictionnaire de la Bible, Letouzey et Ané, Paris, 1991
- « Emar au XIVe siècle : Une cité de Syrie du Nord sous contrôle hittite », in Les Hittites, civilisation indo-européenne à fleur de roche (Les dossiers d'archéologie), n°193 (mai 1994), p.62 à 67.

### Télévision
- Mari, Part 1: Sumerian City on the Euphrates. Mari, Part 2: The Palace of Zimri-Lim. Mesopotamia - The Conquest of Two Rivers (The Gardens of Babel) SBS productions.